# Dana Faletic
Dana Faletic est une rameuse australienne née le 1er août 1977 à Hobart. 

## Biographie
Dana Faletic participe à l'épreuve de quatre de couple avec ses coéquipières Amber Bradley, Rebecca Sattin et Kerry Hore aux Jeux olympiques d'été de 2004 à Athènes et remporte la médaille de bronze. 